# 李陸史
李陸史（韓語：이육사，1904年4月4日—1944年1月）是韓國抗日诗人、活動家。原名為李源祿（이원록）、李源三（이원삼），本貫是眞寶李氏。“李陸史”源於他在大邱刑務所時的收監號“264”（韩语中“264”和“李陸史”都音读为）。他被選為1995年7月的韓國本月文化人物。

## 生平
李陸史出生於庆尚北道安东市陶山面原寸洞，是16世紀朝鮮朱子學者李滉的第14代後人。
1919年，15歲的李源祿在安東完成了基礎教育。1920年，他隨家庭搬到大邱，在那當教師。1924年赴日本留學。
1925年和兄弟一起參加韓國獨立運動組織義烈團。1926年到北京的中國大學學習社會科學，后到廣州中山大学學習。1927年回到大邱，因為張鎭弘引發的朝鮮銀行大邱分行爆炸事件而受到連坐，進入大邱矯導所，被關押了18個月後，1929年5月才得到釋放。
1931年1月因為大邱檄文事件而被監禁，3月被釋放。
1932年進入朝鮮革命軍事政治学校學習，接受了軍事訓練，次年4月畢業。研究表明他可能在這個時期和鲁迅見過面。
1944年1月16日凌晨，李陸史在駐北京日本總領事館監獄中被殺害。

## 死後
後來他的尸體被同志帶走火化，埋葬在首爾。1960年又重新葬回其故鄉安東，1968年在那立了紀念碑。
1946年其弟李源朝為其出版了《陸史詩集》。
2004年，爲紀念他誕辰100周年和殉國60周年，安東市陶山面建立了“李陸史文學館”。
2011年，韓國文化廣播公司播出電視劇《絕頂》（절정，取名自李陸史最出名的詩作），金烔完扮演以李陸史為原型的主人公。

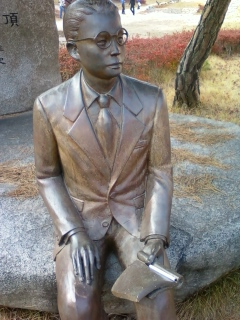
李陸史文學館的銅像